# Сант-Амброджо-ди-Вальполичелла
Сант-Амброджо-ди-Вальполичелла (итал. Sant'Ambrogio di Valpolicella) — коммуна в Италии, располагается в провинции Верона области Венеция.
Население составляет 11092 человека (2008 г.), плотность населения составляет 472 чел./км². Занимает площадь 24 км². Почтовый индекс — 37015. Телефонный код — 045.
Покровителем коммуны почитается святой Амвросий Медиоланский, празднование 7 декабря.

## Демография
Динамика населения:

## Города-побратимы
- Оппенхайм, Германия (1982)
- Сант-Амброджо-ди-Торино, Италия (2003)
- Сант-Амброджо-суль-Гарильяно, Италия (2004)

## Администрация коммуны
- Официальный сайт: http://www.comune.santambrogio.vr.it/